# イエンスージー

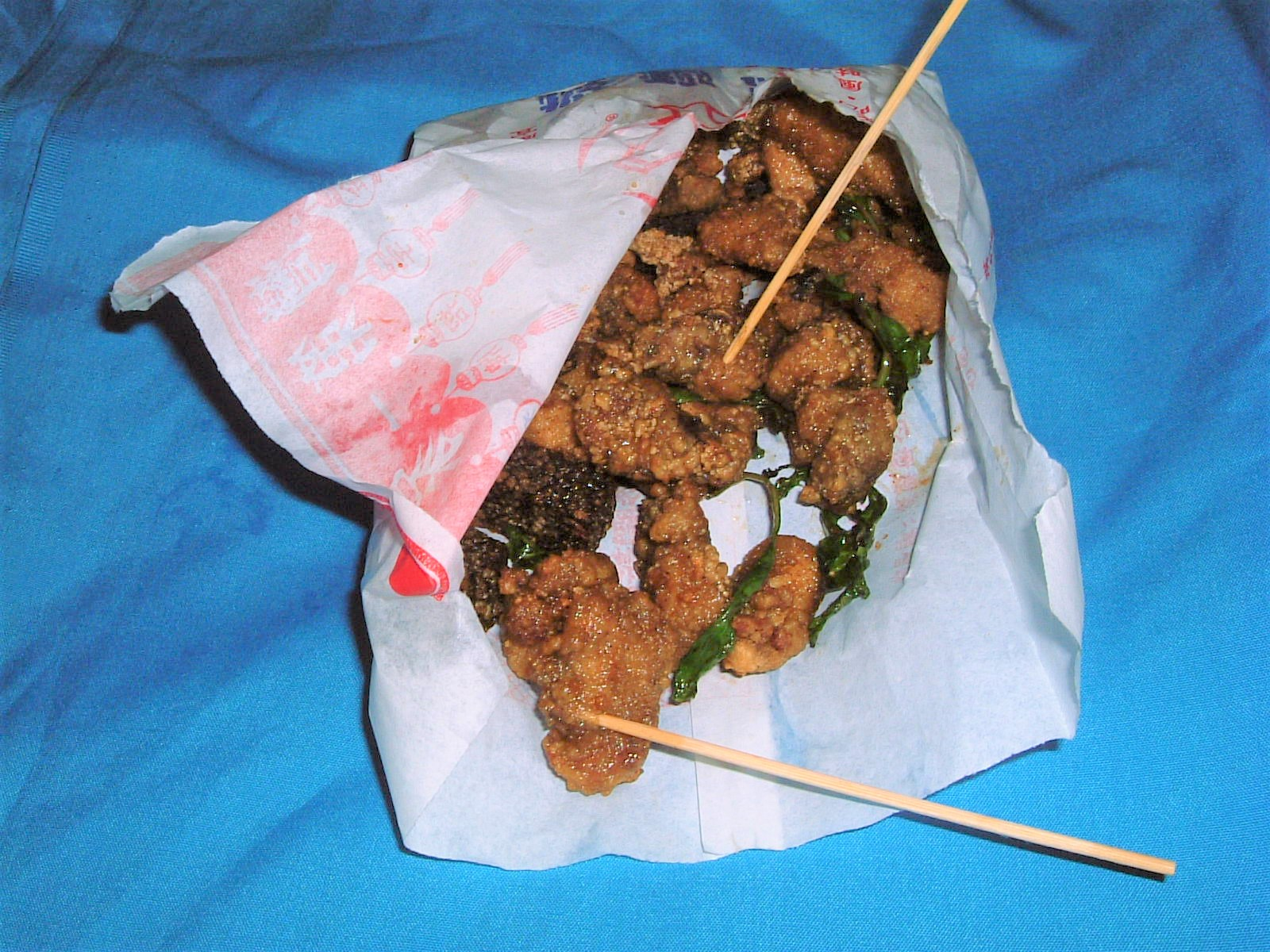
イエンスージーの一例

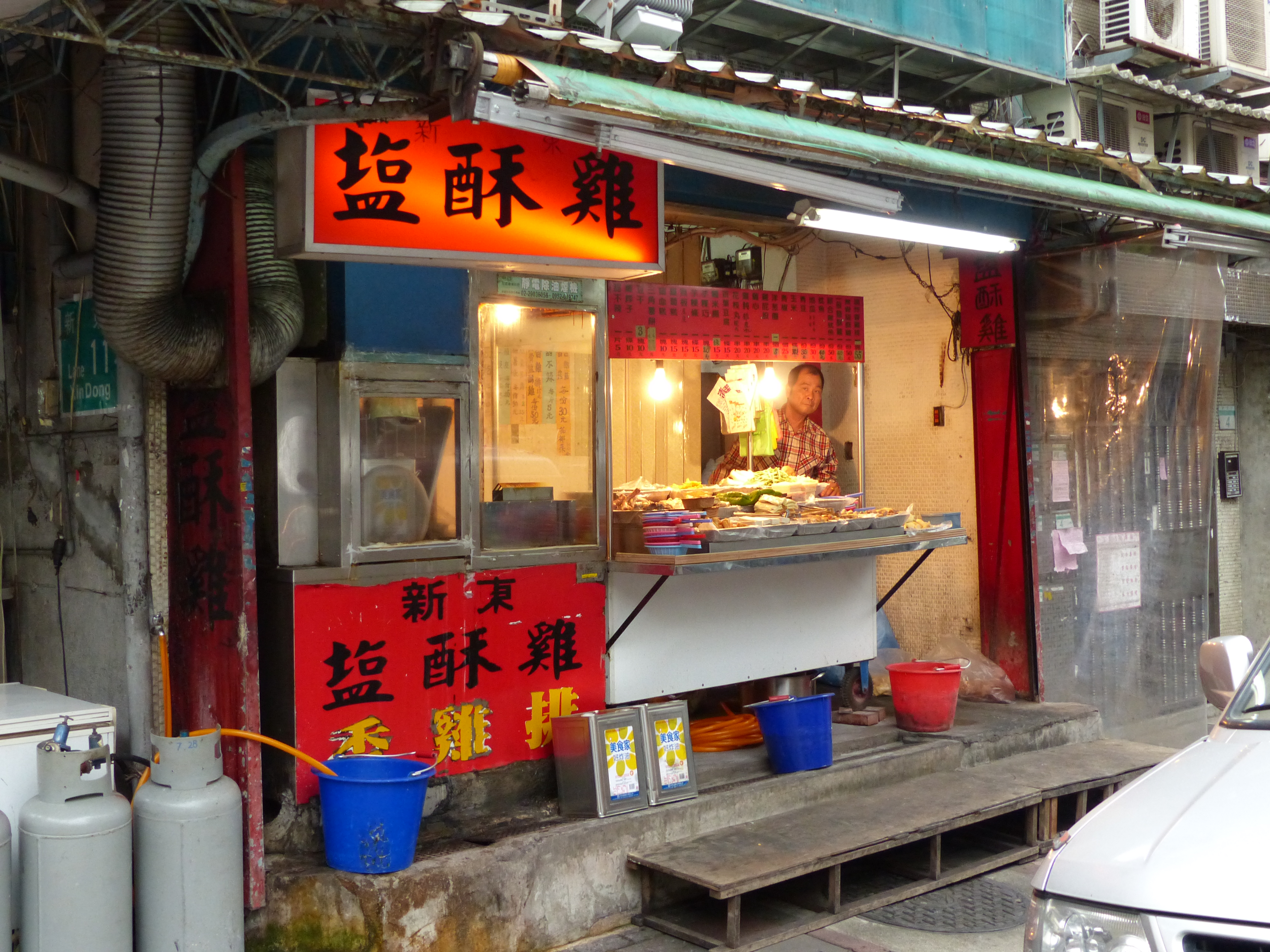
イエンスージーを提供する店（台北市松山区）
店員の前に並べられている食材を選んで揚げてもらう

イエンスージー（中国語: 鹽酥雞または鹹酥雞）は、台湾の夜市などでよく販売されている唐揚げ。日本では台湾から揚げ、台湾フライドチキンとも呼ばれる。

## 概要
「鹽」、「鹹」は塩、「酥」はサクサクとした食感を表し、「雞」は鶏肉の意味である。
1970年代に台南市で発祥したと言われているが、その後、台湾全域で提供する店があるほどに普及した。ただし、レストランなどで提供されることはなく、もっぱら夜市や屋台で食べられる料理であり、B級グルメと言える。
同様の台湾のから揚げに鶏排があるが（こちらも日本では台湾から揚げ、台湾フライドチキンと呼ばれることがある）、イエンスージーは食べやすいサイズにカットされているため、食べやすくなっている。また鶏肉以外にも野菜をはじめさまざまな食材を揚げた料理である。
サクサクとした食感は、鶏排と同様に衣（揚げ衣）に小麦粉ではなくタピオカ粉を使用することによって生まれる食感である。
台湾では使用する食材を選ぶことができる店も多い。鶏肉も鶏皮や砂肝といった部位も選択でき、ベビーコーン、インゲン、サツマイモといった野菜からキノコ類に豆腐、練り物、ピータン、ウインナーといった食材を指定できる店もある。食材は店によって20種類から30種類程度用意されており、多い店では50種類以上の食材から選ぶことができる。
イエンスージーをイメージしたスナック菓子も市販されている。